# NGC 1746
NGC 1746 (другое обозначение — OCL 452) — рассеянное звёздное скопление в созвездии Тельца. Открыто Генрихом Луи Д'Арре в 1863 году. Описание Дрейера: «бедное звёздами скопление». Возможно, NGC 1750 является юго-западной частью этого двойного скопления, но также может быть, что NGC 1746 и NGC 1750 — одно и то же скопление. Во втором случае скопление на самом деле было открыто Уильямом Гершелем в 1785 году. До сих пор остаётся неясным, являются ли эти скопления различными или же они — части одного двойного скопления.
Этот объект входит в число перечисленных в оригинальной редакции «Нового общего каталога».